# Geschiedenis van de Verenigde Staten (1763-1789)
De Geschiedenis van de Verenigde Staten (1763-1789) beslaat de periode waarin de dertien Britse koloniën, die de kern van de latere Verenigde Staten van Amerika zullen vormen, zich begonnen los te maken van het moederland tot de ondertekening van de Vrede van Parijs (1783), die de Britse erkenning van de onafhankelijke VS inhield.

## Aanloop naar de Revolutie
De periode 1763-1789 is van cruciaal belang voor de geschiedenis van de Verenigde Staten, wat men ook de Amerikaanse Revolutie noemt. 
Onder deze kolonisten groeide een sterk eigen, zeg maar Amerikaans, zelfbewustzijn. Vanuit Europa echter zag men de koloniën als wingewesten, die mede moesten bijdragen aan de betaling van de oorlogsschulden. Juist rond belastingheffing vanuit het moederland Engeland ontstond het conflict dat uiteindelijk zou leiden tot de onafhankelijkheid van de Verenigde Staten in 1776. De inzet voor de strijd met Engeland was de vraag: mag het moederland uit eigen beweging aan de koloniën belastingen opleggen? De kolonisten zeiden "nee", het moederland zei "ja". Daarmee was het conflict geboren.
In de periode 1763-1775 trachtte Engeland allerlei belastingmaatregelen aan de koloniën op te leggen. De Engelse regering stelde de volgende belastingwetten in:
- De sugar act (1764): de Amerikaanse kolonisten moesten invoerrechten op suiker betalen, terwijl smokkel streng werd bestraft. Hierdoor kwamen er ook huiszoekingen en inkwartieringen.

- De Stamp Act (1765): belasting op elk stukje papier (via een zegeltje).

- De Townshendheffingen (1767-1768): invoerrechten op papier, lood, verf en thee. De kolonisten bestreden de rechtmatigheid hiervan. Zij waren niet vertegenwoordigd in het Engelse parlement en daarom konden zonder hen geen dergelijke lasten worden opgelegd. No taxation without representation, is een gevleugelde term in die tijd. In 1767 kwam de Engelse minister Townshend met nieuwe belastingen, onder andere op thee.

De reactie op deze maatregelen was heftig. John Dickinson bestreed in een pamflet, Letters from a Farmer in Pennsylvania, de rechtmatigheid van deze nieuwe belastingen. De Britse export naar de koloniën kreeg een klap te verduren: van 2,4 miljoen pond in 1768 naar 1,6 in 1769. Vooral New York en Boston importeerden minder, in andere koloniën werd wisselend gereageerd. Vanaf 1770 golden de heffingen enkel nog op thee.
Het kwam tot een openlijk en gewelddadig conflict toen mensen in Boston de Engelse soldaten te lijf gingen. De soldaten schoten op de mensen en het bloedbad van Boston (Boston Massacre) was een feit. De anti-Engelse propaganda heeft deze gebeurtenis danig uitgebuit. Ook op andere plaatsen (Rhode Island in 1772) kwam het tot uitbarstingen tegen de Engelsen. Heel bekend is de affaire die bekendstaat als The Boston Tea Party in 1773. In 1773 groeide het verzet tegen het moederland. Ook lag de gedachte van onafhankelijkheid van het Engelse parlement reeds binnen handbereik. James Wilson kwam in 1774 een beroemd pamflet, Considerations on the Nature and Extent of the Legislative Authority of the British Parliament, tot de conclusie dat het Parlement niets over de koloniën had te zeggen.

## Revolutie
Onder druk van de Engelse maatregelen kwam in 1774 in Philadelphia voor het eerst het Continental Congress bijeen. De 13 koloniën sloten zich nauwer bij elkaar aan. Het verklaarde ook de Engelse belastingwetten, de Coercive Acts, ongeldig. Tevens werd opgeroepen om de handel met Engeland te boycotten. In april 1775 volgde de definitieve uitbarsting. De Engelse bevelhebber in Boston, Sir Thomas Gage, hoorde dat kolonisten een wapenopslagplaats aanlegden in Concord, 30 km ten westen van Boston. De bevelhebber wilde op deze voorraden beslag leggen en twee kolonisten arresteren: Samuel Adams en John Hancock. In de vroege ochtend van 19 april 1775 werden de Engelse soldaten op weg naar Concord door gewaarschuwde kolonisten opgewacht in Lexington, waarna geweervuur uitbrak. In Lexington wisten de Britten de kolonisten nog te verslaan, maar een paar uur later in Concord werden ze door de daar verzamelde kolonisten op de vlucht gejaagd met schoten, die de dichter Ralph Waldo Emerson later beschreef als "schoten die door de hele wereld klonken". Met de schermutselingen van deze slagen bij Lexington en Concord begon de oorlog om onafhankelijkheid.

### Declaration of Independence

Declaration of Independence, schilderij van John Trumbull

In 1775 kwam het Continental Congress voor de tweede maal bijeen. Het congres benoemde George Washington, een planter uit Virginia, tot opperbevelhebber van de Amerikaanse troepen. Men besloot tot gewapend verzet tegen de Engelse heerschappij. In 1776 kwam het Congres voor de derde maal samen. Thomas Paine heeft in een pamflet Common Sense duidelijk gemaakt dat het Engelse parlement en het Engelse koningschap een gevaarlijke instelling is. Amerika was het laatste toevluchtsoord voor de ware vrijheid, aldus Paine. Van zijn pamflet, voor 2 shilling te koop, werden in drie maanden 120.000 exemplaren verspreid, een voor die tijd ongekend groot aantal. Het Continental Congress droeg aan vijf mensen op om een onafhankelijkheidsverklaring op te stellen. Tot de opstellers van deze verklaring behoorden onder meer Benjamin Franklin, John Adams en Thomas Jefferson. Op 4 juli 1776 werd de verklaring door het Continental Congress aanvaard; de Verenigde Staten van Amerika waren geboren. Er sloten zich 13 staten (koloniën) aaneen in verzet tegen de Engelse heerschappij.
De Amerikaanse Onafhankelijkheidsverklaring is een cruciaal document in de geschiedenis van de Verenigde Staten. De verklaring stelde dat all men recht hebben op "life, liberty and the pursuit of happiness". Vrouwen worden onmiddellijk uitgesloten van politieke participatie: volgens Jefferson zijn ze "te wijs om rimpels in hun voorhoofd te krijgen van politiek". Alleen de staat New Jersey verleende vrouwen stemrecht, maar trok dit in 1807 weer in. De slavernij werd niet afgeschaft. Evenwel worden de slaven, van wier arbeid de Amerikaanse economie afhankelijk was, in de constitutie (in brede zin) opgenomen: bij het berekenen van het aantal afgevaardigden dat een staat levert, telde een slaaf als 3/5 van een vrije persoon. Bij de vaststelling van deze precieze verhouding bestond strijd tussen de noordelijke en zuidelijke staten; de laatsten hadden een relatief veel grotere slavenbevolking en probeerden hun afvaardigingen te maximaliseren. Indianen daarentegen, werden vooral beschouwd als een 'bijzonder netelig natuurelement', dat expansie naar het westen in de weg staat en werden zodoende buiten de constitutie gehouden.
Hoewel vooruitstrevend voor zijn tijd, democratisch in de moderne zin van het woord werd de nieuwe staat niet: het passief kiesrecht bleef voorbehouden aan mannen met een belastbaar eigendom dat slechts een kleine minderheid bezit (in Maryland zo'n 10%). Alleen Pennsylvania schafte deze bepaling af.
Ook de vrijheid van godsdienst, die formeel werd ingevoerd, werd meteen weer beperkt: de staat Noord-Carolina behield zich het recht voor om eenieder die "verraderlijke of verleidende" preken houdt, juridisch te vervolgen. De scheiding van kerk en staat werd wel ingevoerd, althans in het noorden, en op papier. Enige tijd na de revolutie voerden ook de noordelijke staten belastingen in om de kerk te steunen.
Abraham Lincoln heeft later verklaard dat deze verklaring de richtlijn moest zijn voor elke vrije gemeenschap.

## Een natie is geboren
Na de Onafhankelijkheidsverklaring ontstaat een reeks gewapende conflicten met het Engelse moederland. Aanvankelijk loopt het daarin niet zo goed voor de kolonisten. Wel genieten zij de sympathie van Frankrijk en Nederland, twee landen die op dat moment Engeland vijandig gezind zijn. In november 1776 beantwoordt de Nederlandse bevelvoerder Johannes de Graaff van Fort Oranje op het eiland Sint Eustatius een saluut van het Amerikaanse oorlogsschip de Andrew Doria. Dit voorval wordt achteraf door de Amerikanen beschouwd als een historisch moment: de eerste de facto erkenning door een souvereine natie van de prille Verenigde Staten van Amerika.
In de herfst van 1777 behaalt generaal Gates een eerste duidelijke overwinning op de Engelsen. Daarna keren ook de kansen voor de kolonisten. Frankrijk gaat, mede door beïnvloeding door Benjamin Franklin, openlijk de kolonisten tegen Engeland steunen door het Verdrag van Vriendschap en Handel. In 1780 gaat ook Spanje de kolonisten steunen. Als derde natie steunen ook de Nederlanders, de "bankiers van Europa", de kolonisten. John Adams, die in 1797 George Washington zou opvolgen als president, wordt de eerste Amerikaanse diplomatieke vertegenwoordiger in Nederland: hij wordt als eerste gezant van de Verenigde Staten bij de Staten-Generaal in Den Haag geaccrediteerd. Nederland was in die dagen een van de weinige voorbeelden van een functionerende republiek en Adams berichtte uitvoerig over -vooral de gebreken van- de oude Republiek. Hier kreeg Adams, eerst van Friesland in februari 1782, later van de rest van de Republiek, als eerste de jure erkenning voor de toen nog jonge republiek. In 1781 wordt de strijd over de onafhankelijkheid beëindigd. Op 18 oktober 1781 moeten de Engelsen zich overgeven aan de Amerikaans-Franse troepen. Engeland is de oorlog inmiddels moe geworden. Er komen vredesbesprekingen. In 1783 wordt de definitieve vrede in Versailles (Vrede van Parijs) ondertekend. Een nieuwe natie is ontstaan. De 13 koloniën zijn vanaf dan de Verenigde Staten van Amerika.